# Sinorogomphus hiten
Sinorogomphus hiten là loài chuồn chuồn trong họ Chlorogomphidae. Loài này được Sasamoto, Yokoi & Teramoto mô tả khoa học đầu tiên năm 2011.